# Records du Cameroun d'athlétisme
Les records du Cameroun d'athlétisme sont les meilleures performances réalisées par des athlètes camerounais et homologuées par la Fédération camerounaise d'athlétisme (FCA).

## Plein air

### Hommes
| Épreuve              | Record | Athlète                                                                               | Date              | Compétition                                      | Lieu              | Réf.   |
| -------------------- | --- | ------------------------------------------------------------------------------------- | ----------------- | ------------------------------------------------ | ----------------- | ------ |
| 100 m                | 9 s 96 (-0,1 m/s) | Emmanuel Eseme                                                                        | 2 juillet 2023    | Résisprint                                       | La Chaux-de-Fonds | [ 1 ]  |
| 200 m                | 20 s 31 (+0,8 m/s) A | Joseph Batangdon                                                                      | 17 septembre 1999 | Jeux africains                                   | Johannesburg      |        |
| 200 m                | 20 s 31 (+0,2 m/s) | Joseph Batangdon                                                                      | 14 juillet 2000   | Championnats d'Afrique                           | Alger             |        |
| 200 m                | 20 s 31 (+1,2 m/s) | Joseph Batangdon                                                                      | 7 août 2001       | Championnats du monde                            | Edmonton          | [ 2 ]  |
| 200 m                | 20 s 31 (+0,2 m/s) | Emmanuel Eseme                                                                        | 10 août 2019      | Championnats du Cameroun                         | Yaoundé           | [ 3 ]  |
| 400 m                | 46 s 03 | Aboubakar Tetndap Nsangou                                                             | 23 juin 2018      |                                                  | Yaoundé           |        |
| 800 m                | 1 min 48 s 6 | Paulin Nyatchou                                                                       | 9 juin 2001       |                                                  | Yaoundé           |        |
| 1 500 m              | 3 min 49 s 7 | Pierre Foka                                                                           | 7 juin 1997       |                                                  | Yaoundé           |        |
| 3 000 m              | 8 min 19 s 82 | Pierre Foka                                                                           | 20 juillet 1999   |                                                  | Saint-Maur        |        |
| 5 000 m              | 14 min 18 s 4 | Adamou Aboubakar                                                                      | 15 juillet 1995   |                                                  | Yaoundé           |        |
| 10 000 m             | 30 min 07 s 3 | Pierre Foka                                                                           | 26 août 1995      |                                                  | Yaoundé           |        |
| Semi-marathon        | 1 h 05 min 49 s | Aboubakar Adamou                                                                      | 7 octobre 2001    | Championnats du monde de semi-marathon           | Bristol           |        |
| Marathon             | 2 h 15 min 43 s | Justilin Foimi                                                                        | 27 octobre 2019   |                                                  | Douala            | [ 4 ]  |
| 110 m haies          | 13 s 87 (+1,6 m/s) | Jorim Bangue                                                                          | 5 mai 2023        | Championnats de la Southland Conference          | Commerce          | [ 5 ]  |
| 400 m haies          | 51 s 89 | Emmanuel Youmékoué Touko                                                              | 24 juillet 2005   |                                                  | Yaoundé           |        |
| 3 000 m steeple      | 8 min 55 s 78 | Hamajam Soudi                                                                         | 14 juin 2013      | Warri Relays                                     | Warri             | [ 6 ]  |
| Saut en hauteur      | 2,28 m | Fernand Djoumessi                                                                     | 19 juin 2014      |                                                  | Bühl              | [ 7 ]  |
| Saut à la perche     | 4,60 m | David Nzodom Djozing                                                                  | 4 octobre 2015    |                                                  | Tourcoing         | [ 8 ]  |
| Saut en longueur     | 8,03 m | Marcel Mayack                                                                         | 2 mars 2019       | Interclubs                                       | Bafoussam         | [ 9 ]  |
| Triple saut          | 17,14 (+0,8 m/s) | Hugo Mamba Schlick                                                                    | 12 octobre 2010   | Jeux du Commonwealth                             | New Delhi         | ,      |
| Lancer du poids      | 17,28 m | Jospen Billy Takougoum                                                                | 22 mai 2021       |                                                  | Douala            | [ 12 ] |
| Lancer du disque     | 54,73 m | Xavio Timtchou Talla                                                                  | 9 juin 2012       |                                                  | Yaoundé           |        |
| Lancer du marteau    | 45,14 m | Jean-David Franz                                                                      | 24 avril 2005     |                                                  | Obernai           |        |
| Lancer du javelot    | 71,44 m | Claude Chamaken                                                                       | 30 août 2019      | Jeux africains                                   | Rabat             |        |
| Décathlon            | 6 258 pts | Ernest Tché Noubossi                                                                  | 11–12 août 1987   | Jeux africains                                   | Nairobi           |        |
| Décathlon            | 10 s 90 (100 m), 6,21 m (longueur), 13,88 m (poids), 1,80 m (hauteur), 48 s 68 (400 m) / 17 s 05 (110 m haies), 28,72 m (disque), 2,80 m (perche), 49,20 m (javelot), 4 min 57 s 36 (1 500 m) |                                                                                       |                   |                                                  |                   |        |
| 20 km marche (route) | 1 h 30 min 12 s | Hervé Nzossié                                                                         | 20 juin 2014      |                                                  | Bafoussam         |        |
| 50 km marche (route) | 5 h 03 min 21 s | Daniel Foudjem Ngano                                                                  | 18 mars 2018      | Championnats de France des 20 km et 50 km marche | Mérignac          | [ 13 ] |
| 4 × 100 m            | 39 s 25 | Équipe nationale Jean-Francis Ngapout Serge Bengono Joseph Batangdon Claude Toukene   | 28 août 1999      | Championnats du monde                            | Séville           |        |
| 4 × 400 m            | 3 min 11 s 9 | Équipe nationale Dilao Wayang Afabaga Moualal Mi Nsola Donald Nyamjua Nsangou Tetndap | 25 mars 2017      |                                                  | Yaoundé           |        |

### Femmes
| Épreuve              | Record | Athlète                                                                                       | Date               | Compétition                       | Lieu                  | Réf.   |
| -------------------- | --- | --------------------------------------------------------------------------------------------- | ------------------ | --------------------------------- | --------------------- | ------ |
| 100 m                | 10 s 98 (+0,6 m/s) | Myriam Léonie Mani                                                                            | 11 juin 2001       | Athens Grand Prix                 | Athènes               |        |
| 200 m                | 22 s 41 (+0,2 m/s) | Myriam Léonie Mani                                                                            | 21 mai 2000        |                                   | Kourou                |        |
| 400 m                | 50 s 69 | Mireille Nguimgo                                                                              | 13 août 2000       |                                   | La Chaux-de-Fonds     |        |
| 800 m                | 2 min 03 s 9 | Stéphanie Zanga                                                                               | 9 juin 2001        |                                   | Yaoundé               |        |
| 1 500 m              | 4 min 13 s 57 | Florence Djépé                                                                                | 3 juillet 2003     |                                   | Bron                  |        |
| 3 000 m              | 9 min 15 s 43 | Florence Djepe                                                                                | 25 mai 2002        |                                   | Lisbonne              |        |
| 5 000 m              | 16 min 31 s 08 | Thérèse Ngono Etoundi                                                                         | 5 octobre 2009     | Jeux de la Francophonie           | Beyrouth              |        |
| 10 000 m             | 36 min 47 s 3 | Tatou Tchinda                                                                                 | 31 mai 2010        |                                   | Yaoundé               |        |
| Marathon             | 2 h 56 min 11 s | Sabine Otomo Mendouga                                                                         | 31 octobre 2021    |                                   | Douala                |        |
| 100 m haies          | 13 s 41 (+0,4 m/s) | Carole Kaboud Mebam                                                                           | 2 juillet 2008     |                                   | Strasbourg            |        |
| 400 m haies          | 55 s 09 | Linda Angounou                                                                                | 5 août 2024        | Jeux olympiques                   | Saint-Denis           | .      |
| 3 000 m steeple      | |                                                                                               |                    |                                   |                       |        |
| Saut en hauteur      | 1,80 m | Cécile Ngambi                                                                                 | 24 juillet 1980    | Jeux olympiques                   | Moscou                |        |
| Saut en hauteur      | 1,80 m | Lolita Nack                                                                                   | 16 juin 1996       |                                   | Yaoundé               |        |
| Saut à la perche     | 2,60 m | Manuella Cancade                                                                              | 16 juin 2013       |                                   | Bourg-en-Bresse       |        |
| Saut en longueur     | 6,65 m | Joëlle Mbumi                                                                                  | 3 mars 2018        | Interclubs                        | Bafoussam             |        |
| Triple saut          | 15,39 m (+0,5 m/s) (AR) | Françoise Mbango Etone                                                                        | 17 août 2008       | Jeux olympiques                   | Pékin                 | [ 15 ] |
| Lancer du poids      | 18,37 m | Auriol Dongmo                                                                                 | 3 juin 2017        | Grande Premio Brasil de Atletismo | São Bernardo do Campo | [ 16 ] |
| Lancer du disque     | 59,86 m | Nora Monie                                                                                    | 27 avril 2024      | Oklahoma Throws Series            | Ramona                | [ 17 ] |
| Lancer du marteau    | 67,42 m | Georgina Toth                                                                                 | 18 juillet 2008    |                                   | Flagstaff             |        |
| Lancer du javelot    | 49,10 m | Monique Djikada                                                                               | 1er juillet 2000   |                                   | Yaoundé               |        |
| Heptathlon           | 5 360 pts | Antoinette Nana Djimou                                                                        | 25–26 juillet 2003 | Championnats de France            | Narbonne              |        |
| Heptathlon           | 14 s 18 (100 m haies), 1,63 m (hauteur), 12,01 m (poids), 25 s 45 (200 m) / 5,82 m (longueur), 40,12 m (javelot), 2 min 32 s 41 (800 m) |                                                                                               |                    |                                   |                       |        |
| 20 km marche (route) | 1 h 54 min 35 s | Béatrice Taykio'o Hamidou                                                                     | 4 août 2023        | Jeux de la Francophonie           | Kinshasa              |        |
| 4 × 100 m            | 44 s 58 | Équipe nationale Myriam Léonie Mani Georgette Nkoma Edwige Abena Fouda Sylvie Mballa Eloundou | 21 juillet 1996    |                                   | Marietta              |        |
| 4 × 400 m            | 3 min 27 s 08 | Équipe nationale Mireille Nguimgo Carole Kaboud Mebam Delphine Atangana Hortense Bewouda      | 31 août 2003       | Championnats du monde             | Paris                 | [ 18 ] |